# 조원환
조원환(曺元煥, 일본식 이름: 야마모토 겐칸(山本元煥), 1892년 6월 24일 ~ 1964년 5월 17일)는 한국의 천주교 교리교사 겸 관료, 공무원, 기업인이다. 호는 두봉(斗峰), 본관은 창녕, 세례명은 요한이다. 친일파 인사로 확인된 이후에서 사회적 활동을 꾸준히 하였다.

## 생애
충청남도 서산군 팔봉면 금학리 교우촌에서 조병학(曺秉學, 세례명 요셉)과 유정혜(柳貞惠, 세례명 바르바라) 부부의 아들로 태어났다. 1895년에는 동학 농민 운동의 여파로 인해 인천으로 피신했고 1898년부터는 충청남도 면천군 합덕읍에 거주했다.
1914년 관립 한성사범학교를 졸업한 뒤 당진공립보통학교에서 훈도로 근무했다. 1917년 용산예수성심신학교 교사로 재직하면서 일본어·박물·수학 등을 가르쳤고 1919년 공주지방법원 대전지청 서기과, 1920년부터 1922년까지 경성지방법원 인천지청 서기과에서 근무했다. 1923년 경기도 내무부 지방과 주사, 1924년 경기도 내무부 사회과 주사로 재직했으며 1925년부터 1935년까지 경기도 내무부 지방과 촉탁으로 재직했다.
1935년 만주로 이주한 뒤부터 조선인 천주교회장, 조선인학교연합회 이사를 역임했으며 1936년 만주국 협화회 펑톈(奉天, 봉천)분회 상무원, 봉천조선인청년단 단장, 1937년 펑톈 시(奉天市, 봉천시) 공서 주사, 1939년 펑톈 시(봉천시) 사회교육 주사를 역임했다. 《재만조선인통신(在滿朝鮮人通信)》에 기고한 글과 각종 강연 활동을 통해 일본의 만주국 건설과 대동아 공영권 수립을 지지하는 한편 〈조선인 청년이여 일어나라(朝鮮靑年よ起てよ)〉, 〈선만일여와 민족협화(鮮滿一如と民族協和)〉를 통해 조선인의 병역 의무를 강조하고 일본의 침략 전쟁에 적극 협력하여 완전한 일본인이 될 것을 역설했다. 이 때문에 친일반민족행위진상규명위원회가 발표한 친일반민족행위 705인 명단에 포함되었다.
광복 이후인 1949년 3월 25일 반민족행위특별조사위원회로부터 기소된 뒤부터 마포형무소에 수감되었지만 1949년 6월에 병보석으로 석방되었다. 형무소 수감 당시에는 자신과 같은 방에 수감되어 있던 개신교(감리교)에서 목사직을 파면당할 상황이었던 정춘수에게 《교부들의 신앙》을 권하여 천주교로 전향시켜 사회적으로 큰 이슈가 되기도 했다. 1953년 공보국장, 1954년 명동성당 총회장, 1955년 문교부 문화국장을 역임했으며 1960년 조선기계제작소 사장으로 재직했다.
1961년 12월 현석호 국방부 장관, 한통숙 상공부 장관, 김영선 재무부 장관, 정긍모 해군참모총장, 노진설 대법관, 이석기 국회의원, 박순천 국회의원을 천주교 신자로 영세, 입교시켰다. 1962년 명동 성모병원에 개설된 지성인 교리반 강사로 활동하는 한편 기업 활동에서 맺은 개인적인 관계를 통해 정치인·학자·법조인들을 천주교에 대거 입교시키기도 했다. 호교론(護敎論)에 입각한 팸플릿을 많이 저술했으며 역서 《예수전》을 집필했다.

## 참고자료
- 친일반민족행위진상규명위원회 (2009). 〈조원환〉. 《친일반민족행위진상규명 보고서 Ⅳ-17》. 서울. 104~125쪽.